# Synargris spinolae
Synargris spinolae är en stekelart som beskrevs av Henri Saussure 1856. Synargris spinolae ingår i släktet Synargris och familjen Eumenidae. Inga underarter finns listade i Catalogue of Life.